# Widziszki (Litwa)
Widziszki (lit. Vidiškiai) – miasteczko na Litwie w okręgu wileńskim w rejonie Wiłkomierz, położone ok. 9 km na północny wschód Wiłkomierza, przy drodze Wiłkomierz–Uciana. Siedziba starostwa Widziszki. Znajduje się tu poczta, kościół, szkoła i park.
Klasycystyczny kościół w Widziszkach wzniesiony został w latach 1844–1853 z fundacji marszałka szlachty wiłkomierskiej Onufrego Kostkę i jego żonę Hortensję. Ozdobiony portykiem kolumnowym posiada barokowe wnętrze.